# Giuseppe Carmignato
Giuseppe Carmignato (Milano, 27 dicembre 1906 – Recco, 23 aprile 1992) è stato un allenatore di calcio e calciatore italiano, di ruolo portiere.

## Carriera

### Giocatore
Carmignato iniziò la sua carriera nel Milan, debuttando il 15 novembre 1925, non ancora diciannovenne, nella partita di Prima Divisione persa contro l'Alessandria per 4-3. In rossonero rimase fino al 1932, totalizzando 74 presenze con 115 reti al passivo nell'arco di sette stagioni, comprese le prime tre del campionato di Serie A.
Passò quindi ai GC Vigevanesi, con i quali disputò 57 gare in due tornei di Serie B.
Nell'estate del 1934 si trasferì al Cagliari, dove giocò 26 partite ufficiali. Alla fine della stagione dovette lasciare la Sardegna a causa del fallimento societario.
Carmignato decise quindi di accasarsi alla Sempre Avanti, dove concluse la sua carriera, disputando due stagioni in Serie C con 32 presenze.

## Statistiche

### Presenze e reti nei club
| Stagione             | Squadra              | Campionato           | Campionato | Campionato | Coppe nazionali | Coppe nazionali | Coppe nazionali | Coppe continentali | Coppe continentali | Coppe continentali | Totale | Totale |
| Stagione             | Squadra              | Comp                 | Pres       | Reti       | Comp            | Pres            | Reti            | Comp               | Pres               | Reti               | Pres   | Reti   |
| -------------------- | -------------------- | -------------------- | ---------- | ---------- | --------------- | --------------- | --------------- | ------------------ | ------------------ | ------------------ | ------ | ------ |
| 1925-1926            | Milan                | 1D                   | 18         | -26        | -               | -               | -               | -                  | -                  | -                  | 18     | -26    |
| 1926-1927            | Milan                | DN                   | 23         | -37        | CI              | 1               | 0               | -                  | -                  | -                  | 24     | -37    |
| 1927-1928            | Milan                | DN                   | 4          | -6         | -               | -               | -               | -                  | -                  | -                  | 4      | -6     |
| 1928-1929            | Milan                | DN                   | 2          | -3         | -               | -               | -               | CEC                | 0                  | 0                  | 2      | -6     |
| 1929-1930            | Milan                | A                    | 8          | -11        | -               | -               | -               | -                  | -                  | -                  | 8      | -11    |
| 1930-1931            | Milan                | A                    | 15         | -21        | -               | -               | -               | -                  | -                  | -                  | 15     | -21    |
| 1931-1932            | Milan                | A                    | 3          | -9         | -               | -               | -               | -                  | -                  | -                  | 3      | -9     |
| Totale Milan         | Totale Milan         | Totale Milan         | 73         | -113       |                 | 1               | -1              |                    | -                  | -                  | 74     | -113   |
| 1932-1933            | GC Vigevanesi        | B                    | ?          | -?         | -               | -               | -               | -                  | -                  | -                  | 34     | 15     |
| 1933-1934            | GC Vigevanesi        | B                    | ?          | -?         | -               | -               | -               | -                  | -                  | -                  | 34     | 15     |
| Totale Vigevanesi    | Totale Vigevanesi    | Totale Vigevanesi    | 57         | -?         |                 | -               | -               |                    | -                  | -                  | 57     | -?     |
| 1934-1935            | Cagliari             | B                    | 26         | -?         | -               | -               | -               | -                  | -                  | -                  | 26     | -?     |
| 1935-1936            | Sempre Avanti        | C                    | ?          | -?         | CI              | ?               | -?              | -                  | -                  | -                  | ?      | -?     |
| 1936-1937            | Sempre Avanti        | C                    | ?          | -?         | CI              | ?               | -?              | -                  | -                  | -                  | ?      | -?     |
| Totale Sempre Avanti | Totale Sempre Avanti | Totale Sempre Avanti | 32         | -?         |                 | ?               | -?              |                    | -                  | -                  | 32     | -?     |
| Totale carriera      | Totale carriera      | Totale carriera      | 188        | -113-?     |                 | 1+?             | -1-?            |                    | -                  | -                  | 189    | -113-? |